# Stanisława Leblang
Stanisława Leblang (ur. 27 marca 1919) – polska historyk dziejów ruchu robotniczego.

## Życiorys
Córka Stanisława. Uczestniczka wojny domowej w Hiszpanii. Ukończyła historię na Uniwersytecie Warszawskim w 1953. Pracowała w Zakładzie Historii Partii przy KC PZPR. Doktorat (Walki chłopskie na ziemiach polskich w 1932 r.) obroniła 22 czerwca 1968 na UW pod kierunkiem Henryka Jabłońskiego. W 1968 roku została usunięta z PZPR, bowiem nie potępiła publicznie postępowania córki Wiktorii, która przyjaźniła się z Szymonem Szechterem, a następnie wyjechała wraz z nim na Zachód. Wyemigrowała do Frankfurtu nad Menem w Niemczech Zachodnich. W latach siedemdziesiątych zatrudniona jako asystent naukowy w Instytucie Historii Europy Wschodniej na Uniwersytecie Johannesa Gutenberga w Moguncji. Ostatnią pracę opublikowała w 1993.

## Publikacje
- Strajk chłopski w 1937 roku. Dokumenty archiwalne, t. 1-2, zebrały i oprac. Wilhelmina Matuszewska i Stanisława Leblang, wstęp i red. W. Matuszewska, w kwerendzie archiwalnej, częściowym w doborze i oprac. archeograf. dokumentów udział wzięła Bronisława Skrzeszewska, Warszawa: Książka i Wiedza 1960.